# لورتو آپروتینو
لورتو آپروتینو (به ایتالیایی: Loreto Aprutino) یک کومونه در ایتالیا است که در استان پسکارا واقع شده‌است.

## خصوصیات
لورتو آپروتینو ۵۹ کیلومترمربع مساحت و ۷٬۵۴۹ نفر جمعیت دارد و ۳۰۷ متر بالاتر از سطح دریا واقع شده‌است.